# Stockport
Stockport este un oraș organizat sub forma unui Burg Metropolitan în cadrul Comitatului Metropolitan Greater Manchester în regiunea North West England. Pe lângă orașul Stockport conține și orașele Cheadle and Cheadle Hulme, Marple, Bredbury, Reddish și Romiley.

## Personalități născute aici
- Kobbie Mainoo (n. 2005), fotbalist.

1. ↑  , Wikipedia în esperanto https://www.citypopulation.de/en/uk/northwestengland/wards/E08000007__stockport/ Lipsește sau este vid: |title= (ajutor)